# Scarlett Gabrielli
Scarlett Gabrielli (ur. 4 czerwca 1991) – francuska judoczka. Startowała w Pucharze Świata w latach 2011-2015 i 2018. Brązowa medalistka igrzysk śródziemnomorskich w 2013. Zdobyła dwa medale na Uniwersjadzie w 2013. Trzecia na MŚ juniorów i druga na ME juniorów w 2010. Mistrzyni Francji w 2014 roku.